# Chalybion femoratus
Chalybion femoratus är en biart som först beskrevs av Johan Christian Fabricius 1781.
Chalybion femoratus ingår i släktet Chalybion och familjen grävsteklar. Inga underarter finns listade i Catalogue of Life.